# Sergei Kostin
Bản mẫu:Eastern Slavic name
Sergei Yuryevich Kostin (tiếng Nga: Серге́й Юрьевич Костин; sinh ngày 15 tháng 6 năm 1991) là một hậu vệ bóng đá người Nga thi đấu cho FC Tekstilshchik Ivanovo.

## Sự nghiệp câu lạc bộ
Kostin có màn ra mắt tại Russian Second Division cho F.K. Petrotrest Sankt Peterburg vào ngày 22 tháng 4 năm 2012 trong trận đấu với FC Sheksna Cherepovets.